# Stephan Bender
Stephan Bender (2 giugno 1989) è un attore statunitense, noto per aver interpretato il ruolo di Clark Kent da ragazzo nel film Superman Returns e per il ruolo da protagonista in Dream Boy.

## Biografia
Nato nel Missouri, Stephan Bender si è trasferito a Los Angeles, California, nel gennaio 2005 nella speranza di poter trovare lavoro come attore cinematografico.
Nel 2006, fu scelto da Brian Singer per interpretare il ruolo del giovane Clark Kent nel film Superman Returns.
Nel 2008, è nel cast del film Dream Boy, nel quale interpreta il ruolo di un ragazzo innamoratosi del giovane vicino di casa. Sempre del 2008 è il film Mustang 65, l'ultimo film nel quale ha recitato Stephan Bender.

## Filmografia

### Cinema
- Superman Returns, regia di Bryan Singer (2006)
- Dream Boy, regia di James Bolton (2008)
- Mustang 65, regia di Bill Cross (2008)
- Requiescat, regia di SJ Main Muñoz - cortometraggio (2018)

### Televisione
- Drake & Josh – serie TV, 1 episodio (2007)